# هاچکیس گرگوری
هاچکیس گرگوری (Hotchkiss Grégoire) خودرویی است که در سال‌های ۱۹۵۰–۱۹۵۳ به تعداد ۲۴۷ عدد تولید شده‌است. این خودرو از خودروهای موتور جلو-محور جلو است. طول آن در حالت طبیعی ۴٬۶۵۰ میلیمتر (۱۸۳٫۱ اینچ) و عرض آن در حالت طبیعی ۱٬۷۰۰ میلیمتر (۶۶٫۹ اینچ) است. موتور آن ۲۱۸۰ سی‌سی است.